# Sylloge Plantarum Novarum
Sylloge Plantarum Novarum (abreviado Syll. Pl. Nov.) es un libro con descripciones botánicas que fue editado por el profesor, botánico, pteridólogo, micólogo, y briólogo alemán Christian Friedrich Hornschuch. Se publicó en 2 volúmenes con seis partes en los años 1822-1828.